# Harold Arlen
Harold Arlen, geboren als Hyman Arluck (Buffalo, 15 februari 1905 - New York, 23 april 1986), was een Amerikaans componist, zanger, pianist, arrangeur en producer. Hij schreef honderden liedjes, waaronder de muziek onder de klassieker Somewhere over the rainbow, en veel musical- en filmmuziek, waarvan er een aantal zijn opgenomen in het Great American Songbook. Ook produceerde hij grote musicalfilms, zoals de klassieker The wizard of Oz.

## Biografie
Arlen kreeg na schooltijd muziekles van Simon Bucharoff en vanaf zijn negende pianoles van Arnold Cornelisson. Vanaf zijn zevende zong hij in de synagoge, waar ook zijn vader zanger was.
Nog een tiener, verliet hij school om in een band te spelen en tot zijn vierentwintigste verdiende hij de kost hoofdzakelijk als artiest en arrangeur. Hij zong in nachtclubs en op stoomboten. Enkele jaren later formeerde hij The Snappy Trio (later The Southbound Shufflers), waarin hij zelf de rol van zanger, pianist en arrangeur op zich nam. Hij trok met de twee andere muzikanten naar Manhattan wat voortaan (naast Hollywood) zijn thuisbasis werd. Hier sloot hij zich in 1928 aan bij het revueorkest van Arnold Johnson voor het stuk George white’s scandals.

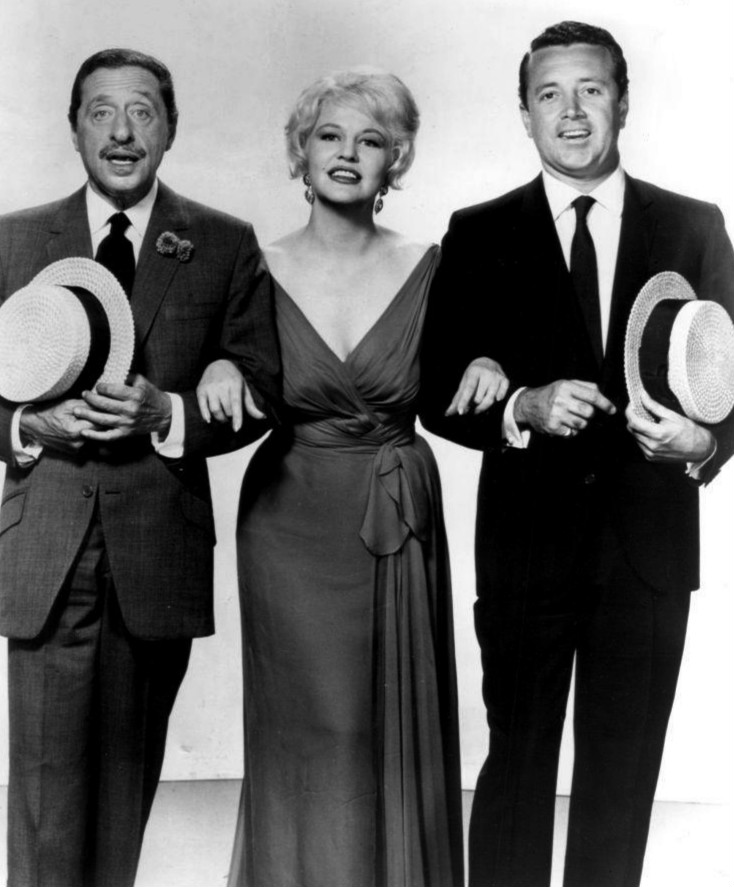
Arlen met Peggy Lee en Vic Damone, 1961

Hij bleef ook af en toe optreden, maar was toch vooral een componist die samen met tekstdichters muziek voortbracht. Het verhaal gaat dat hij altijd een pen met kladblokje bij zich droeg, om melodieën die in hem opkwamen te kunnen noteren.
Hij werkte samen met bekende namen, zoals met Yip Harburg, Truman Capote, Ira Gershwin en Johnny Mercer. Hij bracht melodieën voort die decennialang bleven hangen, zoals Somewhere over the rainbow,  Get happy en Stormy weather. Zijn onderscheidenlijke klank werd door muziekcriticus John S. Wilson van The New York Times ook wel omschreven als op jazz gebaseerd en in de blues geworteld. In 1980 werd berekend dat 35 van zijn composities zijn uitgegroeid tot standaardwerken.
Hij schreef veel muziek voor musicals, vooral die op Broadway werden opgevoerd, en daarnaast geregeld voor musicalfilms, zoals The wizard of Oz (1939), die hij samen met Yip Harburg binnen twee maanden af moest krijgen. Een van de liedjes uit deze musical was de klassieker Somewhere over the rainbow. Maar ook Blues in the night (1941), Cabin in the sky (1943), The country girl (1954) en A Star Is Born (1954) zijn voorbeelden van musicalfilms waarvoor hij componeerde.
Hij won meerdere prijzen, waaronder verschillende Oscars voor beste originele nummer (1939, 1941, 1943, 1944, 1945, 1948 en 1954), een Grammy Award (1962) en een Edison (1962). In 1971 werd hij opgenomen in de Songwriters Hall of Fame.
- Bibsys: 1004096
- Biblioteca Nacional de España: XX1103280
- Bibliothèque nationale de France: cb13890872w (data)
- CiNii: DA08248484
- Gemeinsame Normdatei: 119401193
- International Standard Name Identifier: 0000 0003 6851 7543
- Library of Congress Control Number: n82155108
- Nationale Bibliotheek van Letland: 000036286
- MusicBrainz: 3508f3fd-3b18-493c-a362-376736bb6cde
- National Archives and Records Administration: 10568954
- Bibliotheek van het Japanse parlement: 001155326
- Nationale Bibliotheek van Tsjechië: mzk2003203043
- Nationale bibliotheek van Australië: 35107300
- Nationale Bibliotheek van Israël: 987007257848605171
- Nationale en Universitaire bibliotheek Zagreb: 000050858
- Nederlandse Thesaurus van Auteursnamen: 073475424
- Réseau des bibliothèques de Suisse occidentale: 02-A002938314
- Istituto Centrale per il Catalogo Unico: CUBV008146
- SNAC: w6z899sq
- Système universitaire de documentation: 070479410
- Trove: 828683
- Virtual International Authority File: 59268723
- WorldCat: E39PBJxWX7TTgKtj3mrHGcKw4q